# Clermont (Florida)
Clermont ist eine Stadt im Lake County im US-Bundesstaat Florida mit 43.021 Einwohnern (Stand: 2020).

## Geographie
Clermont grenzt im Norden direkt an die Stadt Minneola. Die Stadt liegt rund 30 km südlich von Tavares sowie etwa 30 km westlich von Orlando.

## Geschichte
Durch Clermont verlief einst die 1888 fertiggestellte Orange Belt Railway von Sanford nach Saint Petersburg. Nach mehreren Übernahmen wurde die Strecke im Zuge der Gründung der Seaboard Coast Line Railroad im Jahr 1967 stillgelegt.

## Demographische Daten
Laut der Volkszählung 2010 verteilten sich die damaligen 28.742 Einwohner auf 12.730 Haushalte. Die Bevölkerungsdichte lag bei 1056,7 Einw./km². 71,7 % der Bevölkerung bezeichneten sich als Weiße, 14,4 % als Afroamerikaner, 0,4 % als Indianer und 4,2 % als Asian Americans. 5,5 % gaben die Angehörigkeit zu einer anderen Ethnie und 3,8 % zu mehreren Ethnien an. 17,8 % der Bevölkerung bestand aus Hispanics oder Latinos.
Im Jahr 2010 lebten in 32,6 % aller Haushalte Kinder unter 18 Jahren sowie 34,9 % aller Haushalte Personen mit mindestens 65 Jahren. 71,3 % der Haushalte waren Familienhaushalte (bestehend aus verheirateten Paaren mit oder ohne Nachkommen bzw. einem Elternteil mit Nachkomme). Die durchschnittliche Größe eines Haushalts lag bei 2,54 Personen und die durchschnittliche Familiengröße bei 3,00 Personen.
25,9 % der Bevölkerung waren jünger als 20 Jahre, 22,5 % waren 20 bis 39 Jahre alt, 24,5 % waren 40 bis 59 Jahre alt und 27,0 % waren mindestens 60 Jahre alt. Das mittlere Alter betrug 41 Jahre. 47,3 % der Bevölkerung waren männlich und 52,7 % weiblich.
Das durchschnittliche Jahreseinkommen lag bei 56.291 $, dabei lebten 8,1 % der Bevölkerung unter der Armutsgrenze.
Im Jahr 2000 war Englisch die Muttersprache von 91,23 % der Bevölkerung, spanisch sprachen 7,33 % und 1,44 % hatten eine andere Muttersprache.

## Sehenswürdigkeiten
Am 7. Januar 1993 wurde der Clermont Woman’s Club in das National Register of Historic Places eingetragen.

## Verkehr
Clermont wird vom U.S. Highway 27 (SR 25) sowie den Florida State Roads 50 und 91 (Florida’s Turnpike, mautpflichtig) durchquert bzw. tangiert. Der nächste Flughafen ist der Orlando International Airport (rund 50 km entfernt).

## Kriminalität
Die Kriminalitätsrate lag im Jahr 2010 mit 498 Punkten (US-Durchschnitt: 266 Punkte) im hohen Bereich. Es gab einen Mord, zwölf Vergewaltigungen, 27 Raubüberfälle, 53 Körperverletzungen, 194 Einbrüche, 697 Diebstähle, 41 Autodiebstähle und vier Brandstiftungen.